# 暈渲
暈渲（うんせん、「せん」はさんずい+宣）は、地図上で、地表の起伏を彩色の濃淡によって表現する方法のことである。地理学上は、くんせんと読まれることがあり、また俗にボカシとよばれることがある。

## 概要
等高線と同時に表示されることが多い。その方式には2種類ある。

### 直照光線式
単に直照式とも言う。直照光線式では、平行光線が真上から照らしたときに地表面が受ける光量を考慮して、暈渲の濃度が決められる。地表傾斜が急になればなるほど色調が濃くなる

### 斜照光線方式
単に斜照式とも言う。斜照光線方式では、平行光線が斜め上から照らしたときに地表面が受ける光量を考慮して、色調の濃度が決められる。正しくは光量に正比例するように数学的に定められるべきところであるが、それでは実際上、非常に煩瑣になるために、ふつう、土地の傾斜が大きくなればなるほど、色調が濃くされる。斜面の方位もまた考慮され、これが光源のある方位に対して転向する度合いが強ければ強いほど、色調が濃くされる。